# Vilafranca de Roergue
Vilafranca de Roergue (en francès Villefranche-de-Rouergue) és una ciutat de l'antic comtat de Roergue (Occitània). Administrativament és un comú situat al departament de l'Avairon, a la regió d'Occitània de la República Francesa. Com a sotsprefectura és cap del districte de Vilafranca de Roergue.

## Evolució demogràfica
| Evolució de la població Cassini i INSEE |       |       |       |       |       |       |       |       |
| 1793                                    | 1800  | 1806  | 1821  | 1831  | 1836  | 1841  | 1846  | 1851  |
| 8 497                                   | 9 331 | 9 283 | 8 803 | 9 540 | 8 736 | 9 088 | 9 705 | 9 613 |

| 1856   | 1861   | 1866  | 1872  | 1876   | 1881   | 1886  | 1891  | 1896  |
| ------ | ------ | ----- | ----- | ------ | ------ | ----- | ----- | ----- |
| 10 826 | 10 172 | 9 719 | 9 312 | 10 124 | 10 366 | 9 836 | 9 734 | 8 426 |

| 1901  | 1906  | 1911  | 1921  | 1926  | 1931  | 1936  | 1946  | 1954  |
| ----- | ----- | ----- | ----- | ----- | ----- | ----- | ----- | ----- |
| 9 730 | 8 352 | 8 439 | 7 423 | 7 825 | 7 908 | 8 479 | 9 257 | 8 676 |

| 1962  | 1968   | 1975   | 1982   | 1990   | 1999   | 2006   | 2011   | 2016   |
| ----- | ------ | ------ | ------ | ------ | ------ | ------ | ------ | ------ |
| 9 540 | 10 709 | 12 284 | 12 693 | 12 291 | 11 919 | 12 040 | 11 742 | 11 894 |

| 2019   | - | - | - | - | - | - | - | - |
| ------ | - | - | - | - | - | - | - | - |
| 11 602 | - | - | - | - | - | - | - | - |

## Administració
| Període   | Identitat    | Partit |
| --------- | ------------ | ------ |
| 1953-1983 | Robert Fabre | MRG    |
| 1983-1995 | Jean Rigal   | MRG    |
| 1995-2001 | Claude Penel | PS     |
| 2001      | Serge Roques | UMP    |

## Persones il·lustres
- Alain Guiraudie, director de cinema
- Enric Molin, escriptor occità
- Joan Petit
- Gaston Tarry, matemàtic

## Agermanaments
- Sarzana
- Pula